# Valsad INA
Valsad INA là một thị xã và là một khu vực công nghiệp quy hoạch (industrial notified area) của quận Valsad thuộc bang Gujarat, Ấn Độ.

## Nhân khẩu
Theo điều tra dân số năm 2001 của Ấn Độ, Valsad INA có dân số 890 người. Phái nam chiếm 58% tổng số dân và phái nữ chiếm 42%. Valsad INA có tỷ lệ 83% biết đọc biết viết, cao hơn tỷ lệ trung bình toàn quốc là 59,5%: tỷ lệ cho phái nam là 84%, và tỷ lệ cho phái nữ là 82%. Tại Valsad INA, 10% dân số nhỏ hơn 6 tuổi.